# Iglesia de San Vicente (Esterri de Aneu)
La iglesia de San Vicente (en catalán: església de Sant Vicenç) es el templo parroquial de la villa de Esterri de Aneu, en el término municipal del mismo nombre, en la comarca de Pallars Sobirá (provincia de Lérida).
Está situada en el centro de la villa, en el extremo sudeste del que fue la villa murallada. Entre los siglos XVI y XVII fue construida para sustituir la antigua iglesia de San Vicente.
Es la iglesia parroquial del municipio así como el centro de una agrupación de parroquias que incluye las de San Lliser de Alós de Isil,  San Serni de Àrreu,  San Jaime de Berrós Jussá,  San Martín de Borén,  San Juan de Burgo, San Bartolomé de Dorve, San Martín de Escalarre,  Santa María de Escaló, San Martín de Escart, Santa Llogaia de Espot, San Esteban de Estaís, San Esteban de Gavàs,  San Lorenzo de Isavarre,  La Inmaculada de Isil, San Pedro de Jou,  La Inmaculada de La Guingueta, San Miguel de Llavorre,  San Serni de Cerbi,  San Justo y Pastor de Son,  San Pedro de Sorpe, San Julián de Unarre y iglesia de San Andrés de Valencia de Areo.